# Partula leucothoe
Partula leucothoe é uma espécie de gastrópode da família Partulidae.
É endémica de Palau.